# Pandaro e Bizia
Pandaro e Bizia sono due personaggi dell'Eneide di Virgilio, menzionati nel nono libro.

## Il mito

### Le origini
Pandaro e Bizia erano due semidei figli di Alcanore e della ninfa oreade Iera, giovani troiani dalla statura gigantesca, che alla caduta della loro città seguirono Enea nel Lazio.

### La morte
Scoppiato il conflitto contro i Rutuli di Turno, i due fratelli si distinguono nella difesa della cittadella troiana, ma vengono uccisi proprio da Turno. Bizia muore trafitto da una falarica, mentre Pandaro perisce in seguito a un violentissimo colpo di spada calatogli sul cranio nel corso di un intenso duello. 

Dopo aver ucciso Pandaro, Turno irrompe nel campo troiano, facendo quindi strage dei fuggitivi per poi decapitare Linceo, l'unico che tenta di affrontarlo.

## Omonimie
Pandaro e Bizia sono talora confusi, rispettivamente, col principe di Zelea nell'Iliade e con un notabile cartaginese citato nel primo libro del poema virgiliano.